# Edward Scull
Edward Scull (* 5. Februar 1818 in Pittsburgh, Pennsylvania; † 10. Juli 1900 in Somerset, Pennsylvania) war ein US-amerikanischer Politiker. Zwischen 1887 und 1893 vertrat er den Bundesstaat Pennsylvania im US-Repräsentantenhaus.

## Werdegang
Edward Scull besuchte die öffentlichen Schulen seiner Heimat. Nach einem anschließenden Jurastudium und seiner 1844 erfolgten Zulassung als Rechtsanwalt arbeitete er bis 1857 in diesem Beruf. Seit 1846 lebte er in Somerset. Er war drei Jahre lang als Gerichtsdiener tätig. Im Jahr 1863 wurde er von Präsident Abraham Lincoln als Collector of Internal Revenue in die Finanzverwaltung berufen. Aus diesem Amt wurde er im Jahr 1866 vom neuen Präsidenten Andrew Johnson wieder entlassen. Scull war Mitglied der Republikanischen Partei. In den Jahren 1864, 1876 und 1884 nahm er als Delegierter an den jeweiligen Republican National Conventions teil. 1869 wurde Edward Scull von Präsident Ulysses S. Grant erneut in die Bundesfinanzverwaltung berufen. Dort verblieb er bis zum August 1883. Er war außerdem in der Zeitungsbranche tätig und gab zwischen 1852 und 1887 die Zeitung Somerset Herald heraus.
Bei den Kongresswahlen des Jahres 1886 wurde Scull im 17. Wahlbezirk von Pennsylvania in das US-Repräsentantenhaus in Washington, D.C. gewählt, wo er am 4. März 1887 die Nachfolge von Jacob Miller Campbell antrat. Nach zwei Wiederwahlen konnte er bis zum 3. März 1893 drei Legislaturperioden im Kongress absolvieren. Seit 1889 vertrat er dort als Nachfolger von John Patton den 20. Distrikt seines Staates. Nach dem Ende seiner Zeit im US-Repräsentantenhaus ist Edward Scull politisch nicht mehr in Erscheinung getreten. Er starb am 10. Juli 1900 in Somerset, wo er auch beigesetzt wurde.